# Ордега, Франциска
Франциска Ордега (англ. Francisca Mlumun “Franny” Ordega; род. 19 октября 1993, Гбоко, Бенуэ) — нигерийская футболистка, полузащитница сборной Нигерии. Неоднократная чемпионка Африки (2010, 2014, 2016, 2018).

## Биография

### Клубная карьера
В начале карьеры выступала на родине за клубы «Байелса Квинс» и «Риверс Энджелс». В 2012 году была в составе подмосковной «Россиянки», но ни разу не вышла на поле. В 2013—2014 годах играла за шведский клуб «Питео».
В 2015 году перешла в клуб американской профессиональной лиги NWSL «Вашингтон Спирит», где провела четыре сезона. В 2016 году стала финалисткой плей-офф, а в полуфинале против «Чикаго Ред Старз» забила решающий гол. В мае 2017 года признавалась игроком недели в лиге. Во время зимних перерывов в американском чемпионате дважды играла за зарубежные клубы — в сезоне 2016/17 за австралийский «Сидней», а в сезоне 2017/18 за испанский «Атлетико Мадрид». Стала третьим призёром чемпионата Австралии и чемпионкой Испании.
В 2019—2020 годах выступала в Китае за «Шанхай Шенли», вице-чемпионка (2019) и третий призёр (2020) чемпионата Китая. В 2019 году вошла в топ-5 лучших бомбардиров лиги (5 голов). По состоянию на январь 2021 года числилась в нигерийском клубе «Робо». Весной 2021 года играла за испанский «Леванте», ставший финалистом Кубка Испании, но провела только 2 матча.
Летом 2021 года перешла в московский ЦСКА. Дебютировала за армейский клуб 18 августа 2021 года в матче Лиги чемпионов против «Суонси Сити», а в чемпионате России сыграла первый матч 26 августа 2021 года против «Чертаново». Всего в 2021 году сыграла 5 матчей в Чемпионате страны и 2 матча в еврокубках, в которых не забивала голов, и стала вице-чемпионкой России. В сезоне 2022 сыграла уже 22 матча в Чемпионате, 3 в кубке и 1 в Суперкубке страны, забив суммарно 9 мячей, и вновь стала вице-чемпионкой. В сезоне 2023 сыграла также 22 матча в Чемпионате, 2 в кубке и 1 в Суперкубке страны, забив суммарно 10 мячей, и стала вице-чемпионкой в третий раз. В сезоне 2024 сыграла 23 матча в Чемпионате, 4 в кубке и 1 в Суперкубке страны, забив суммарно 10 мячей, и стала вице-чемпионкой в четвёртый раз. После сезона 2024 года покинула ЦСКА.

### Карьера в сборной
Выступала за юниорскую и молодёжную сборные Нигерии. Участница чемпионата мира среди 17-летних 2010 года, где забила 3 гола в 4 матчах и стала четвертьфиналисткой. Участница чемпионата мира среди 20-летних 2012 года, где забила 4 гола в 6 матчах, в том числе сделала хет-трик в матче против итальянок, а её команда заняла четвёртое место.
С 2010 года выступает за национальную сборную Нигерии. Участница финальных турниров чемпионатов мира 2011 (2 матча), 2015 (3 матча, 1 гол) и 2019 (4 матча) годов. Принимала участие в финальном турнире чемпионата Африки 2010 года (1 гол), 2014 года (1 гол), 2016 года (1 гол), 2018 года (2 гола в 5 матчах), на всех этих турнирах становилась чемпионкой. В 2018 году признана лучшим игроком финального матча континентального чемпионата. Всего за сборную сыграла не менее 45 матчей, забила не менее 7 голов.

## Личная жизнь
Родилась в семье, где было 12 детей. Принадлежит к народу тив. Основала фонд, занимающийся поддержкой женщин и вдов в родном городе.